# عجوقة خشبية
عجوقة خشبية (الاسم العلمي: Ajuga xylorrhiza) هي نوع نباتي يتبع جنس العجوقة من فصيلة الشفوية.